# West Ham United FC
West Ham United is een Engelse voetbalclub uit het oosten van Londen die zijn thuiswedstrijden speelt in het Olympisch Stadion.

## Geschiedenis

### Oprichting
De voorloper van West Ham United werd in 1895 opgericht als Thames Ironworks, een bedrijfsteam van scheepsbouwbedrijf Thames Ironworks and Shipbuilding Company. Die club was zelf een opvolger van Old Castle Swifts. In 1900 scheidde de club zich af van het bedrijf en nam het de huidige naam aan; West Ham United. Enkele jaren later, in 1904, namen ze Boleyn Ground in gebruik dat meer dan honderd jaar hun thuisbasis zou blijven.
West Ham United nam in 1919 voor het eerst deel aan de Engelse Football League, waarin het in 1923 naar het hoogste niveau promoveerde. In dat jaar waren ze ook verliezend finalist van de eerste FA Cup-finale op Wembley. De club kende wisselende successen in de First Division voordat het in 1932 degradeerde naar de Second Division. Syd King, tot op heden de langst dienende hoofdtrainer van de club, werd na de degradatie op straat gezet. De degradatie bezorgde King mentale problemen wat resulteerde in overmatig alcohol verbruik tot dat hij uiteindelijk een eind aan zijn leven maakte. De Hammers speelde voor een periode van dertig jaar voornamelijk op het tweede niveau. In 1958 keerde het terug in de First Division.

### Gloriejaren
Onder leiding van Ron Greenwood, die in 1961 werd aangesteld, bereikte de club haar eerste grote successen. Zo werd in 1964 voor het eerst de FA Cup gewonnen. Een jaar later volgde het op een na grootste succes uit de clubhistorie: de Europacup II werd gewonnen. Op Wembley werd TSV 1860 München met 2-0 verslagen. Enkele spelers waren in 1966 een belangrijk onderdeel van het WK-winnende elftal van Engeland, waaronder aanvoerder Bobby Moore, Geoff Hurst en Martin Peters. Alle drie hadden ook de jeugdopleiding van de club doorlopen.
Na een moeilijke start van het seizoen 1974/75 besloot Greenwood een stap omhoog te zetten en zijn voormalig assistent John Lyall aan te stellen als hoofdtrainer. Onder Lyall werd in 1975 wederom de FA Cup-finale bereikt nadat het stadsgenoot Fulham met 2-0 had verslagen. Een jaar later stond West Ham United tegenover Anderlecht in de finale om de UEFA Cup Winners' Cup, maar deze werd met 4-2 verloren.

### Heen en weer
Slechts twee jaar later degradeerde de club van het hoogste niveau, maar desondanks bleef Lyall aan als manager en wist de club naar een nieuw succes te leiden. In 1980 werd, vooralsnog, de laatste nationale prijs gewonnen toen het Arsenal versloeg in de eindstrijd om de FA Cup en een jaar later keerde het team terug op het hoogste niveau. De beste prestatie in de competitie werd in 1983 neergezet met een groep spelers die later The Boys of 86 werden genoemd. Het team eindige toen op een derde plaats in de competitie.
Ondanks het succes degradeerde West Ham United in 1989 weer, waarna Lyall na een 34-jarig dienstverband ontslagen werd. Voormalig speler Billy Bonds nam het, na een korte periode onder leiding van Lou Macari, over. In zijn eerste volledige seizoen als hoofdtrainer van The Hammers promoveerde de club terug naar het hoogste niveau. Het jaar erop speelde het wederom op het tweede niveau, maar keerde met een sterke prestatie in de competitie direct weer terug. Hiermee belandde het voor het eerst in de recent geïntroduceerde Premier League.
Op 10 augustus 1994 werd oud-speler Harry Redknapp aangesteld aan hoofdtrainer van West Ham United. Het dienstverband van Redknapp werd gekenmerkt door de hoge roulatie van spelers en de attractieve speelstijl. Zo speelden onder anderen Rio Ferdinand, Stuart Pearce, Paolo Di Canio en Ian Wright voor de club. In 1999 eindigde het team op de vijfde positie in de Premier League, de beste prestatie sinds 1986. Aan het eind van het seizoen wisten ze ook de UEFA Intertoto Cup te winnen door het Franse Metz te verslaan. Na de verkoop van Ferdinand aan Leeds United begonnen de prestaties onder Redknapp te wankelen, nadat hij het verdiende geld niet succesvol wist te investeren in nieuwe spelers. In juni 2001 verlieten Redknapp en zijn assistent Frank Lampard sr. de club. Als gevolg hiervan verruilde Frank Lampard jr. West Ham United voor Chelsea.
Glenn Roeder volgde Redknapp op en eindigde in zijn eerste seizoen op de zevende positie. In 2003 moest hij korte tijd een stap terugdoen vanwege gezondheidsproblemen. De club degradeerde in dat jaar ondanks het behalen van 42 punten uit 38 wedstrijden. Belangrijke spelers, waaronder Di Canio en Joe Cole vertrokken als gevolg van de degradatie. Roeder keerde kort terug, maar werd op 24 augustus 2003 ontslagen na een nederlaag tegen Rotherham United.
Alan Pardew werd voor 380 duizend pond overgenomen van Reading en bouwde een nieuw team op met onder anderen Nigel Reo-Coker en Marlon Harewood. In zijn eerste seizoen verloren ze de play-off finale van Crystal Palace. Met Bobby Zamora, Matthew Etherington, Chris Powell en Brian Deane in de ploeg wisten ze in 2005 de play-off finale wel te winnen. Na de terugkeer in de Premier League werd het team negende, maar het hoogte punt van het seizoen 2005/06 was het bereiken van de FA Cup-finale. Die finale ging, na een 3-3 gelijkspel, door strafschoppen verloren tegen Liverpool. Omdat Liverpool zich al had geplaatst voor de UEFA Champions League mocht West Ham United als verliezend finalist deelnemen aan de UEFA Cup. Die zomer wist de club Carlos Tévez en Javier Mascherano te strikken. Een IJslands consortium onder leiding van Eggert Magnússon kocht de club in november 2006. De zakenman bood met zijn landgenoot Björgólfur Gudmundsson in totaal 85 miljoen pond (125,8 miljoen euro) om de club in handen te krijgen. "Het aanbod zal de waarden en geschiedenis van West Ham als leidende club in Londen in de toekomst blijven beschermen", verklaarde voorzitter Terry Brown op de eigen website. Magnússon was op dat moment ook voorzitter van de nationale voetbalbond van IJsland. Pardew werd na een reeks slechte resultaten aan de kant gezet door The Irons. West Ham United wist aan degradatie te ontsnappen nadat het zeven van haar laatste negen wedstrijden won, inclusief 1-0 overwinningen op Arsenal en Champions League-winnaar Manchester United.
Gianfranco Zola werd op 11 september 2008 de eerste niet-Britse hoofdtrainer van West Ham United, nadat zijn voorgang was opgestapt uit onvrede over de verkoop van Anton Ferdinand en George McCartney aan Sunderland. De club was in acute geldnood gekomen nadat Icesave, de bank van eigenaar Gudmundsson, werd genationaliseerd en hij al zijn geld kwijt was. De club eindigde dat seizoen op de negende positie en werd in juni 2009 verkocht. Na een sterke start van het seizoen 2009/10 belandde de club in een gevecht tegen degradatie. Twee wedstrijden voor het einde van het seizoen wisten ze nog een seizoen in de Premier League veilig te stellen met 35 punten uit 38 wedstrijden. Voormalig Chelsea-trainer Avram Grant tekende als opvolger van Zola een vierjarig contract bij de club, maar de resultaten bleven tegenvallen met het team zelden buiten de degradatiezone. Desondanks bereikten ze de halve finale van de League Cup en de kwartfinale van de FA Cup.
Op 15 mei 2011 degradeerde de club naar het Championship en werd Grant na slechts een seizoen ontslagen. Sam Allardyce werd aangetrokken als zijn vervanger en wist de club via de play-offs terug naar de Premier League te brengen. Het won de beslissende wedstrijd met 2-1 van Blackpool.
In de Premier League stond het halverwege het seizoen op de achtste plaats, maar eindigde het uiteindelijk op de twaalfde plaats. Op 22 maart 2013 sloot West Ham United een 99-jarige huurovereenkomst voor het Olympisch Stadion, waarmee er een einde zou komen aan het verblijf op Boleyn Ground.
In het seizoen 2013/14 eindigde The Hammers op de dertiende plaats en bereikte het de halve finale van de League Cup, die verloren ging tegen de latere winnaars Manchester City. Ondanks de negatieve sentimenten rondom de speelstijl onder Allardyce bleef hij nog een seizoen aan en begeleidde het team naar de twaalfde plaats op de ranglijst. Enkele minuten na de laatste wedstrijd van het seizoen, op 24 mei 2015, maakte de club bekend dat Allardyce zijn contract niet zou worden verlengd.
Voormalig West Ham United-speler Slaven Bilić volgde de Engelsman op en eindigde in zijn eerste seizoen op de zevende plaats. Gedurende het seizoen verbrak het team verschillende records van hun Premier League prestaties. Zo haalde het het hoogste aantal punten ooit (62), het hoogste aantal gescoorde doelpunten (65), de minste verloren wedstrijden in een seizoen (8) en het laagste aantal uit-nederlagen (5). Het was ook het laatste seizoen – na 112 jaar – op de Boleyn Ground, voor de verhuizing naar het Olympisch Stadion.

### Na de verhuizing
Het eerste seizoen in het nieuwe stadion werd afgesloten op de elfde plaats en moest het na afloop van die jaargang afscheid nemen van sterspeler Dimitri Payet. Het daaropvolgende seizoen werd slecht begonnen en kostte Bilić zijn baan. David Moyes kreeg de taak het team te behouden voor de Premier League. Een lastige klus die uiteindelijk resulteerde in de dertiende plaats op de ranglijst. Desondanks kreeg Moyes geen nieuw contract aangeboden en verliet hij de club op 16 mei 2018.
Manuel Pellegrini, voormalig hoofdtrainer van Manchester City, tekende op 22 mei 2018 een driejarig contract als hoofdtrainer van The Hammers. Ondanks wisselende resultaten eindigde het team op de tiende plaats en een slechte start van het nieuwe seizoen resulteerde in het ontslag van de Chileen in december 2019. Wederom werd Moyes aangesteld als trainer van de club. Met Moyes aan het roer begon het team beter te presteren en verzekerde het zich van nog een seizoen op het hoogste niveau. Het seizoen erop, 2021/22, wisten ze zich te plaatsen voor de Europa League door, tegen de verwachtingen in, als zesde te eindigen. Op 12 juni 2021 werd Moyes beloond met een nieuw, driejarig contract.
Nadat West Ham United de groepsfase met Dinamo Zagreb, Genk en Rapid Wien had overleefd en Sevilla en Olympique Lyon had verslagen eindigde het Europese avontuur in de halve finale tegen de latere winnaar Eintracht Frankfurt. Aan het einde van het Premier League-seizoen wisten The Hammers zich wederom te verzekeren van Europees voetbal, maar ditmaal voor de UEFA Europa Conference League. Na achttien jaar trouwe dienst nam aanvoerder Mark Noble na dit seizoen afscheid van de club.
Het sportieve succes in de Premier League bleef uit in het seizoen 2022/23, maar de club wist wel door te dringen tot de finale van de UEFA Europa Conference League. Na overwinningen op Anderlecht, Gent en AZ wist het in de finale ook Fiorentina te verslaan, waardoor het voor het eerst sinds 1980 weer een grote prijs wist te winnen. Moyes bleef aan en in het volgende Europa League-seizoen zette het opnieuw knappe Europese prestaties neer. Zo werd het eerste in de groep met onder andere Freiburg en Olympiakos. In de knock-outfase kwam het opnieuw Freiburg tegen, waarna het Bayer Leverkusen van Xabi Alonso in de kwartfinale te sterk was voor West Ham United. In de Premier League verliep het uiterst moeizaam en kwam het niet verder dan de negende plaats, waarmee het zich niet opnieuw kwalificeerde voor Europees voetbal. Nog voor het einde van de competitie maakte West Ham United bekend dat de wegen van de club en Moyes die zomer zouden scheiden. Hij werd opgevolgd door voormalig bondscoach van Spanje Julen Lopetegui.

## Erelijst
| Internationaal                     |    |                                                      |
| European Cup Winners Cup           | 1x | 1965                                                 |
| UEFA Europa Conference League      | 1x | 2023                                                 |
| UEFA Intertoto Cup                 | 1x | 1999                                                 |
| International Soccer League        | 1x | 1963                                                 |
| Nationaal                          |    |                                                      |
| Championship                       | 2x | 1958, 1981                                           |
| FA Cup                             | 3x | 1964, 1975, 1980                                     |
| FA Charity Shield                  | 1x | 1964                                                 |
| Western Football League            | 1x | 1907                                                 |
| Football League War Cup            | 1x | 1940                                                 |
| Southern Professional Floodlit Cup | 1x | 1956                                                 |
| London Challenge Cup               | 9x | 1925, 1926, 1930, 1947, 1949, 1953, 1957, 1968, 1969 |
| Essex Professional Cup             | 3x | 1951, 1955 (beker gedeeld), 1959                     |

## Clubcultuur

### Tenue

#### Sponsoren
| Periode   | Kledingsponsor | Shirtsponsor    |
| --------- | -------------- | --------------- |
| 1976-1980 | Admiral        | —               |
| 1980-1983 | Adidas         | —               |
| 1983-1987 | Adidas         | AVCO Trust      |
| 1987-1989 | Scoreline      | AVCO Trust      |
| 1989-1993 | Bukta          | BAC Windows     |
| 1993-1997 | Pony           | Dagenham Motors |
| 1997-1999 | Pony           | Dr. Martens     |
| 1999-2003 | Fila           | Dr. Martens     |
| 2003-2007 | Reebok         | Jobserve        |
| 2007-2008 | Umbro          | XL.com          |
| 2008-2010 | Umbro          | SBOBET          |
| 2010-2013 | Macron         | SBOBET          |
| 2013-2015 | Adidas         | Alpari FX       |
| 2015-     | Umbro          | Betway          |

### Rivaliteit
West Ham United heeft een sterke rivaliteit met een aantal andere voetbalclubs. De meeste van deze clubs spelen in Londen, met name de buren Tottenham Hotspur, Arsenal en Chelsea, dat het eeuwenoude oosten versus het westen sublimeert. De rivaliteit werd vooral aangewakkerd door West Ham spelers die vertrokken naar Tottenham Hotspur.
De sterkste en oudste rivaliteit is met Millwall. De twee partijen zijn de plaatselijke rivalen, ze zijn beide gevormd rond de scheepswerven Thames Ironworks en Millwall Ironworks. Ze waren rivalen met dezelfde contracten en de spelers woonden op dezelfde locatie. De vroege historie van de beide clubs is in elkaar verweven, West Ham bewees dat ze succesvoller waren bij de derby's. Het resultaat dat West Ham promoveerde en Millwall achterbleef, Millwall weigerde bij de jonge Football League aan te sluiten. Terwijl West Ham naar de top steeg en de FA Cup- finale speelde, in de jaren twintig werd de rivaliteit geïntensiveerd tijdens stakingen die gestart werden door de East End.
De rivaliteit tussen West Ham United en Millwall heeft geleid tot aanzienlijk veel geweld, het is een van de meest beruchte clashes in de wereld van het voetbalhooliganisme. De teams moesten tegen elkaar in de tweede ronde van de League Cup op 25 augustus 2009. Het was de eerste keer in vier jaar dat de teams tegen elkaar speelden, en de eerste in de League Cup. Kleine opstootjes buiten het stadion zorgden voor gevechten 1,5 kilometer rond het stadion. Met ernstig letsel, schade aan persoonlijke eigendommen en vele arrestaties. Door het geweld werd het spel een tijd lang stilgelegd. West Ham United won de wedstrijd met 3-1 na verlenging door treffers van Junior Stanislas (2) en Zavon Hines. Voor Milwall had Neil Harris de score geopend op Upton Park.

## Stadion

### Boleyn Ground
Boleyn Ground was de officiële naam van het stadion van de Engelse voetbalclub West Ham United. De club was in 1904 naar de locatie in Upton Park verhuisd, en huurde het van de gemeente. Het stadion zelf werd ook wel Upton Park genoemd. Na afloop van het seizoen 2015/16 verhuisde de club naar het Olympisch Stadion.

## Eerste elftal

### Selectie
| Nr.           | Naam                    | Sinds      | Contract   | Vorige club               |
| Doelmannen    | Doelmannen              | Doelmannen | Doelmannen | Doelmannen                |
| ------------- | ----------------------- | ---------- | ---------- | ------------------------- |
| 1             | Łukasz Fabiański        | 2018       | 2025       | Swansea City              |
| 21            | Wesley Foderingham      | 2024       | 2026       | Sheffield United          |
| 23            | Alphonse Areola         | 2022       | 2027       | Paris Saint-Germain       |
| Verdedigers   |                         |            |            |                           |
| 3             | Aaron Cresswell         | 2014       | 2025       | Ipswich Town              |
| 5             | Vladimír Coufal         | 2020       | 2025       | Slavia Praag              |
| 15            | Konstantinos Mavropanos | 2023       | 2028       | Stuttgart                 |
| 25            | Jean-Clair Todibo       | 2024       | 2025       | Nice                      |
| 26            | Max Kilman              | 2024       | 2031       | Wolverhampton Wanderers   |
| 29            | Aaron Wan-Bissaka       | 2024       | 2031       | Manchester United         |
| 33            | Emerson                 | 2022       | 2026       | Chelsea                   |
| 57            | Oliver Scarles          | 2024       | 2028       | Eigen jeugd               |
| Middenvelders |                         |            |            |                           |
| 4             | Carlos Soler            | 2024       | 2025       | Paris Saint-Germain       |
| 8             | James Ward-Prowse       | 2023       | 2027       | Southampton               |
| 10            | Lucas Paquetá           | 2022       | 2027       | Olympique Lyon            |
| 14            | Mohammed Kudus          | 2023       | 2028       | Ajax                      |
| 19            | Edson Álvarez           | 2023       | 2028       | Ajax                      |
| 24            | Guido Rodríguez         | 2024       | 2029       | Real Betis                |
| 28            | Tomáš Souček            | 2020       | 2027       | Slavia Praag              |
| 39            | Andy Irving             | 2023       | 2026       | Austria Klagenfurt        |
| Aanvallers    |                         |            |            |                           |
| 7             | Crysencio Summerville   | 2024       | 2029       | Leeds United              |
| 9             | Michail Antonio         | 2015       | 2025       | Nottingham Forest         |
| 11            | Niclas Füllkrug         | 2024       | 2028       | Borussia Dortmund         |
| 17            | Luis Guilherme          | 2024       | 2029       | Palmeiras                 |
| 18            | Danny Ings              | 2023       | 2025       | Aston Villa               |
| 20            | Jarrod Bowen            | 2020       | 2030       | Hull City                 |
| 34            | Evan Ferguson           | 2025       | 2025       | Brighton & Hove (gehuurd) |

Laatste update: 9 maart 2025

### Staf
| Functie            | Naam          | Sinds | Contract | Vorige club |
| ------------------ | ------------- | ----- | -------- | ----------- |
| Hoofdtrainer       | Graham Potter | 2025  | 2027     | Chelsea     |
| Assistent-trainers | Narcís Pelach | 2025  | 2027     | Stoke City  |
| Assistent-trainers | Billy Reid    | 2025  | 2027     | Chelsea     |
| Assistent-trainers | Bruno Saltor  | 2025  | 2027     | Chelsea     |
| Keeperstrainer     | Xavi Valero   | 2018  |          | Hebei       |

Laatste update: 9 januari 2025

## Overzichtslijsten

### Eindklasseringen vanaf 1947
- 1947 12e
Second Division
- 1948 6e
Second Division
- 1949 7e
Second Division
- 1950 19e
Second Division
- 1951 13e
Second Division
- 1952 12e
Second Division
- 1953 14e
Second Division
- 1954 13e
Second Division
- 1955 8e
Second Division
- 1956 16e
Second Division
- 1957 8e
Second Division
- 1958 1e
Second Division
- 1959 6e
First Division
- 1960 14e
First Division
- 1961 16e
First Division
- 1962 8e
First Division
- 1963 12e
First Division
- 1964 14e
First Division
- 1965 9e
First Division
- 1966 12e
First Division
- 1967 16e
First Division
- 1968 12e
First Division
- 1969 8e
First Division
- 1970 17e
First Division
- 1971 20e
First Division
- 1972 14e
First Division
- 1973 6e
First Division
- 1974 18e
First Division
- 1975 13e
First Division
- 1976 18e
First Division
- 1977 17e
First Division
- 1978 20e
First Division
- 1979 5e
Second Division
- 1980 7e
Second Division
- 1981 1e
Second Division
- 1982 9e
First Division
- 1983 8e
First Division
- 1984 9e
First Division
- 1985 16e
First Division
- 1986 3e
First Division
- 1987 15e
First Division
- 1988 16e
First Division
- 1989 19e
First Division
- 1990 7e
Second Division
- 1991 2e
Second Division
- 1992 22e
First Division
- 1993 2e
First Division
- 1994 13e
Premier League
- 1995 14e
Premier League
- 1996 10e
Premier League
- 1997 14e
Premier League
- 1998 8e
Premier League
- 1999 5e
Premier League
- 2000 9e
Premier League
- 2001 15e
Premier League
- 2002 7e
Premier League
- 2003 18e
Premier League
- 2004 4e
First Division
- 2005 6e
Championship
- 2006 9e
Premier League
- 2007 15e
Premier League
- 2008 10e
Premier League
- 2009 9e
Premier League
- 2010 17e
Premier League
- 2011 20e
Premier League
- 2012 3e
Championship
- 2013 10e
Premier League
- 2014 13e
Premier League
- 2015 12e
Premier League
- 2016 7e
Premier League
- 2017 11e
Premier League
- 2018 13e
Premier League
- 2019 10e
Premier League
- 2020 16e
Premier League
- 2021 6e
Premier League
- 2022 7e
Premier League
- 2023 14e
Premier League
- 2024 9e
Premier League
- 2025 14e
Premier League

- First Division
- Second Division
- Premier League
- Championship

ⓘ In 1992 invoering van de Premier League en opheffing van de Fourth Division; in 2004 opheffing van de First, Second en Third Division.

### Seizoensresultaten vanaf 1971
| 1970–1971         | 20 | 22 | First Division  | 42 | 10 | 14 | 18 | 47–60 | 34 |        |
| 1971–1972         | 14 | 22 | First Division  | 42 | 12 | 12 | 18 | 47–51 | 36 |        |
| 1972–1973         | 6  | 22 | First Division  | 42 | 17 | 12 | 13 | 67–53 | 46 |        |
| 1973–1974         | 18 | 22 | First Division  | 42 | 11 | 15 | 16 | 55–60 | 37 |        |
| 1974–1975         | 13 | 22 | First Division  | 42 | 13 | 13 | 16 | 58–59 | 39 |        |
| 1975–1976         | 18 | 22 | First Division  | 42 | 13 | 10 | 19 | 48–71 | 36 |        |
| 1976–1977         | 17 | 22 | First Division  | 42 | 11 | 14 | 17 | 46–65 | 36 |        |
| 1977–1978         | 20 | 22 | First Division  | 42 | 12 | 8  | 22 | 52–69 | 32 |        |
| 1978–1979         | 5  | 22 | Second Division | 42 | 18 | 14 | 10 | 70–39 | 50 |        |
| 1979–1980         | 7  | 22 | Second Division | 42 | 20 | 7  | 15 | 54–43 | 47 |        |
| 1980–1981         | 1  | 22 | Second Division | 42 | 28 | 10 | 4  | 79–29 | 66 |        |
| 1981–1982         | 9  | 22 | First Division  | 42 | 14 | 16 | 12 | 66–57 | 58 |        |
| 1982–1983         | 8  | 22 | First Division  | 42 | 20 | 4  | 18 | 68–62 | 64 |        |
| 1983–1984         | 9  | 22 | First Division  | 42 | 17 | 9  | 16 | 60–55 | 60 |        |
| 1984–1985         | 16 | 22 | First Division  | 42 | 13 | 12 | 17 | 51–68 | 51 |        |
| 1985–1986         | 3  | 22 | First Division  | 42 | 26 | 6  | 10 | 74–40 | 84 |        |
| 1986–1987         | 15 | 22 | First Division  | 42 | 14 | 10 | 18 | 52–67 | 52 |        |
| 1987–1988         | 16 | 21 | First Division  | 40 | 9  | 15 | 16 | 40–52 | 42 |        |
| 1988–1989         | 19 | 20 | First Division  | 38 | 10 | 8  | 20 | 37–62 | 38 |        |
| 1989–1990         | 7  | 24 | Second Division | 46 | 20 | 12 | 14 | 80–57 | 72 |        |
| 1990–1991         | 2  | 24 | Second Division | 46 | 24 | 15 | 7  | 60–34 | 87 |        |
| 1991–1992         | 22 | 22 | First Division  | 42 | 9  | 11 | 22 | 37–59 | 38 |        |
| 1992–1993         | 2  | 24 | Second Division | 46 | 26 | 10 | 10 | 81–41 | 88 |        |
| 1993–1994         | 13 | 22 | Premier League  | 42 | 13 | 13 | 16 | 47–58 | 52 |        |
| 1994–1995         | 14 | 22 | Premier League  | 42 | 13 | 11 | 18 | 44–48 | 50 |        |
| 1995–1996         | 10 | 20 | Premier League  | 38 | 14 | 9  | 15 | 43–52 | 51 |        |
| 1996–1997         | 14 | 20 | Premier League  | 38 | 10 | 12 | 16 | 39–48 | 42 |        |
| 1997–1998         | 8  | 20 | Premier League  | 38 | 16 | 8  | 14 | 56–57 | 56 |        |
| 1998–1999         | 5  | 20 | Premier League  | 38 | 16 | 9  | 13 | 46–53 | 57 |        |
| 1999–2000         | 9  | 20 | Premier League  | 38 | 15 | 10 | 13 | 52–53 | 55 |        |
| 2000–2001 details | 15 | 20 | Premier League  | 38 | 10 | 12 | 16 | 45–50 | 42 | 25.697 |
| 2001–2002 details | 7  | 20 | Premier League  | 38 | 15 | 8  | 15 | 48–57 | 53 | 31.358 |
| 2002–2003 details | 18 | 20 | Premier League  | 38 | 10 | 12 | 16 | 42–59 | 42 | 58.336 |
| 2003–2004 details | 4  | 24 | First Division  | 46 | 19 | 17 | 10 | 67–45 | 74 | 31.167 |
| 2004–2005 details | 6  | 24 | Championship    | 46 | 21 | 10 | 15 | 66–56 | 73 | 27.403 |
| 2005–2006 details | 9  | 20 | Premier League  | 38 | 16 | 7  | 15 | 52–55 | 55 | 33.743 |
| 2006–2007 details | 15 | 20 | Premier League  | 38 | 12 | 5  | 21 | 35–59 | 41 | 34.719 |
| 2007–2008 details | 10 | 20 | Premier League  | 38 | 13 | 10 | 15 | 42–50 | 49 | 34.601 |
| 2008–2009 details | 9  | 20 | Premier League  | 38 | 14 | 9  | 15 | 42–45 | 51 | 33.700 |
| 2009–2010 details | 17 | 20 | Premier League  | 38 | 8  | 11 | 19 | 47–66 | 35 | 33.683 |
| 2010–2011 details | 20 | 20 | Premier League  | 38 | 7  | 12 | 19 | 43–70 | 33 | 33.404 |
| 2011–2012 details | 3  | 24 | Championship    | 46 | 24 | 14 | 8  | 81–48 | 86 | 30.923 |
| 2012–2013 details | 10 | 20 | Premier League  | 38 | 12 | 10 | 16 | 45–53 | 46 | 34.720 |
| 2013–2014 details | 13 | 20 | Premier League  | 38 | 11 | 7  | 20 | 40–51 | 40 | 34.197 |
| 2014–2015 details | 12 | 20 | Premier League  | 38 | 12 | 11 | 15 | 44–47 | 47 | 34.846 |
| 2015–2016 details | 7  | 20 | Premier League  | 38 | 16 | 14 | 8  | 65–51 | 62 | 34.910 |
| 2016–2017 details | 11 | 20 | Premier League  | 38 | 12 | 9  | 17 | 47–64 | 45 | 56.972 |
| 2017–2018         | 13 | 20 | Premier League  | 38 | 10 | 12 | 16 | 48–68 | 42 | 56.885 |
| 2018–2019         | 10 | 20 | Premier League  | 38 | 15 | 7  | 16 | 52–55 | 52 | 58.336 |
| 2019–2020         | 16 | 20 | Premier League  | 38 | 10 | 9  | 19 | 49–62 | 39 | 44.155 |
| 2020–2021         | 6  | 20 | Premier League  | 38 | 19 | 8  | 11 | 62-47 | 65 | 59.736 |
| 2021–2022         | 7  | 20 | Premier League  | 38 | 16 | 8  | 14 | 60-51 | 56 | 58.513 |
| 2022–2023         | 14 | 20 | Premier League  | 38 | 11 | 7  | 20 | 42-55 | 40 | 62.462 |
| 2023–2024         | 9  | 20 | Premier League  | 38 | 14 | 10 | 14 | 60-74 | 52 | 62.569 |

### West Ham in Europa
West Ham United FC speelt sinds 1964 in diverse Europese competities. Hieronder staan de competities en in welke seizoenen de club deelnam. De editie die West Ham United heeft gewonnen is dik gedrukt:
- Europa League (4x)

2015/16, 2016/17, 2021/22, 2023/24
- Europa Conference League (1x)

2022/23
- Europacup II (4x)

1964/65, 1965/66, 1975/76, 1980/81
- UEFA Cup (2x)

1999/00, 2006/07
- Intertoto Cup (1x)

1999

## Bekende (oud-)Hammers

### Spelers
- Michail Antonio
- Álvaro Arbeloa
- Alphonse Aréola
- Raymond Atteveld
- Yossi Benayoun
- Marco Boogers
- Jarrod Bowen
- Paolo Di Canio
- Michael Carrick
- Joe Cole
- Aaron Cresswell
- Jermaine Defoe
- Anton Ferdinand
- Rio Ferdinand
- Ryan Fredericks
- Raimond van der Gouw
- Joe Hart
- Paul Ince
- David James
- Glen Johnson
- Frank Lampard
- Javier Mascherano
- Mark Noble
- Kevin Nolan
- Scott Parker
- Dimitri Payet
- Harry Redknapp
- Nigel Reo-Coker
- Declan Rice
- Teddy Sheringham
- Crysencio Summerville
- Carlos Tévez
- Diego Tristán
- James Ward-Prowse

#### Speler van het Jaar (Hammer of the Year)
- 1958 – Andy Malcolm
- 1959 – Ken Brown
- 1960 – Malcolm Musgrove
- 1961 – Bobby Moore
- 1962 – Lawrie Leslie
- 1963 – Bobby Moore (2)
- 1964 – Johnny Byrne
- 1965 – Martin Peters
- 1966 – Geoff Hurst
- 1967 – Geoff Hurst (2)
- 1968 – Bobby Moore (3)
- 1969 – Geoff Hurst (3)
- 1970 – Bobby Moore (4)
- 1971 – Billy Bonds
- 1973 – Bryan 'Pop' Robson
- 1974 – Billy Bonds (2)
- 1975 – Billy Bonds (3)
- 1976 – Trevor Brooking
- 1977 – Trevor Brooking (2)
- 1978 – Trevor Brooking (3)
- 1979 – Alan Devonshire
- 1980 – Alvin Martin
- 1981 – Phil Parkes
- 1982 – Alvin Martin (2)
- 1983 – Alvin Martin (3)
- 1984 – Trevor Brooking (4)
- 1985 – Paul Allen
- 1986 – Tony Cottee
- 1987 – Billy Bonds (4)
- 1988 – Stewart Robson
- 1989 – Paul Ince
- 1990 – Julian Dicks
- 1991 – Ludek Miklosko
- 1992 – Julian Dicks (2)
- 1993 – Steve Potts
- 1994 – Trevor Morley
- 1995 – Steve Potts (2)
- 1996 – Julian Dicks (3)
- 1997 – Julian Dicks (4)
- 1998 – Rio Ferdinand
- 1999 – Shaka Hislop
- 2000 – Paolo Di Canio
- 2001 – Stuart Pearce
- 2002 – Sébastien Schemmel
- 2003 – Joe Cole
- 2004 – Matthew Etherington
- 2005 – Teddy Sheringham
- 2006 – Danny Gabbidon
- 2007 – Carlos Tévez
- 2008 – Robert Green
- 2009 – Scott Parker
- 2010 – Scott Parker (2)
- 2011 – Scott Parker (3)
- 2012 – Mark Noble
- 2013 – Winston Reid
- 2014 – Mark Noble (2)
- 2015 – Aaron Cresswell
- 2016 – Dimitri Payet
- 2017 – Michail Antonio
- 2018 – Marko Arnautović
- 2019 – Łukasz Fabiański
- 2020 – Declan Rice
- 2021 – Tomáš Souček
- 2022 – Declan Rice (2)
- 2023 – Declan Rice (3)
- 2024 – Jarrod Bowen

### Trainers
- Sam Allardyce
- Slaven Bilić
- Avram Grant
- David Moyes
- Alan Pardew
- Manuel Pellegrini
- Graham Potter
- Harry Redknapp
- Gianfranco Zola

## Varia
- Steve Harris (oprichter en bassist van Iron Maiden) had de kans prof te worden bij West Ham United, maar verkoos een muziekcarrière.[bron?] Een gouden zet zo bleek. Steve is nog steeds een enorme supporter van West Ham en voetbalt in zijn vrije tijd. De zweetbandjes die hij om zijn pols draagt tijdens optredens, dragen naast zijn naam ook de clubkleuren van West Ham. Het logo van de voetbalclub staat op zijn basgitaar.[8]